# Dabas
Dabas (tyska: Dabotz) är en stad och kommun i distriktet Dabas i provinsen Pest i centrala Ungern. Kommunen har 17 542 invånare (2024), på en yta av 165,99 km².

## Kända personer från Dabas
- Géza Gyóni, poet och journalist